# Leichtathletik-Europameisterschaften 2016/Dreisprung der Männer

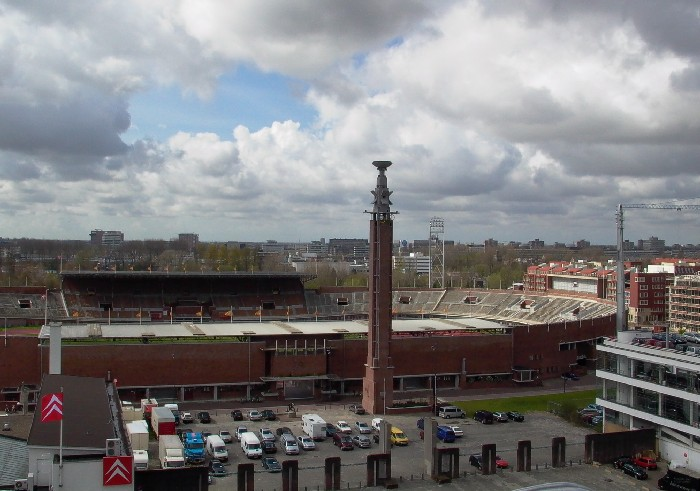
Das Olympiastadion in Amsterdam im Jahr 2005

Der Dreisprung der Männer bei den Leichtathletik-Europameisterschaften 2016 wurde am 7. und 9. Juli 2016 im Olympiastadion der niederländischen Hauptstadt Amsterdam ausgetragen.
Europameister wurde der Deutsche Max Heß. Er gewann vor dem Polen Karol Hoffmann. Bronze ging an den Brite Julian Reid.

## Bestehende Rekorde
| Weltrekord           | 18,29 m | Jonathan Edwards | Göteborg, Schweden    | 7. August 1995 |
| Europarekord         | 18,29 m | Jonathan Edwards | Göteborg, Schweden    | 7. August 1995 |
| Meisterschaftsrekord | 17,81 m | Phillips Idowu   | EM Barcelona, Spanien | 29. Juli 2010  |

Der bestehende EM-Rekord wurde bei diesen Europameisterschaften nicht erreicht. Die größte Weite erzielte der deutsche Europameister Max Heß im Finale mit 17,20 m bei einem Rückenwind von 0,5 m/s, womit er eine neue Europajahresbestleistung aufstellte, jedoch 61 Zentimeter unter dem Rekord blieb. Zum Welt- und Europarekord fehlten ihm 1,09 m.

## Windbedingungen
In den folgenden Ergebnisübersichten sind die Windbedingungen zu den jeweiligen Sprüngen mitbenannt. Der erlaubte Grenzwert liegt bei zwei Metern pro Sekunde. Bei stärkerer Windunterstützung wird die Weite für den Wettkampf gewertet, findet jedoch keinen Eingang in Rekord- und Bestenlisten.

## Legende
Kurze Übersicht zur Bedeutung der Symbolik – so üblicherweise auch in sonstigen Veröffentlichungen verwendet:
| EL | Europajahresbestleistung              |
| –  | verzichtet                            |
| x  | ungültig                              |
| r  | Wettkampf nicht fortgesetzt (retired) |

## Qualifikation
7. Juli 2016, 13:10 Uhr
27 Wettbewerber traten in zwei Gruppen zur Qualifikationsrunde an. Fünf von ihnen (hellblau unterlegt) übertrafen die Qualifikationsweite für den direkten Finaleinzug von 16,65 m. Damit war die Mindestzahl von zwölf Finalteilnehmern nicht erreicht. Das Finalfeld wurde mit den sieben nächstplatzierten Sportlern (hellgrün unterlegt) auf zwölf Springer aufgefüllt. So reichten für die Finalteilnahme schließlich 16,45 m.

### Gruppe A
| Platz | Name               | Nation         | Resultat (m) | 1. Versuch (m) Wind (m/s) | 2. Versuch (m) Wind (m/s) | 3. Versuch (m) Wind (m/s) |
| 1     | Karol Hoffmann     | Polen          | 16,93 w      | 16,11 / −0,4              | 16,93 / +3,1              | –                         |
| 2     | Şeref Osmanoğlu    | Türkei         | 16,8100      | 16,34 / +0,3              | 16,81 / +1,1              | –                         |
| 3     | Georgi Zonow       | Bulgarien      | 16,65 w      | 16,46 / +2,5              | x                         | 16,65 / +2,3              |
| 4     | Pablo Torrijos     | Spanien        | 16,5800      | 16,44 / +3,0              | 16,58 / +1,1              | r                         |
| 5     | Dsmitryj Platnizki | Belarus        | 16,5000      | 16,37 / +1,3              | 16,58 / +2,4              | 16,22 / +3,2              |
| 6     | Elvijs Misāns      | Lettland       | 16,5000      | 16,50 / +1,3              | x                         | x                         |
| 7     | Harold Correa      | Frankreich     | 16,3300      | 16,26 / +2,4              | 16,33 / +1,0              | 16,17 / +0,7              |
| 8     | Nathan Douglas     | Großbritannien | 16,3300      | 16,33 / +2,7              | x                         | 16,24 / +1,0              |
| 9     | Martin Jasper      | Deutschland    | 16,2700      | 16,27 / +1,5              | x                         | 16,05 / +2,7              |
| 10    | Andriy Stanchev    | Ukraine        | 16,2200      | 16,22 / +1,8              | 15,95 / +3,3              | 16,06 / −1,3              |
| 11    | Lewon Aghasjan     | Armenien       | 16,21 w      | 15.98 / +1,5              | 15,79 / +1,0              | 16,21 / +2,8              |
| 12    | Dimitris Tsiamis   | Griechenland   | 16,16 w      | 15,94 / +0,6              | 16,16 / +2,5              | 16,10 / +0,4              |
| 13    | Arzjom Bandarenka  | Belarus        | 16,06 w      | 16,06 / +2,9              | x                         | x                         |
| 14    | Vladimir Letnicov  | Moldau         | 15,9800      | x                         | 15,98 / +0,9              | x                         |

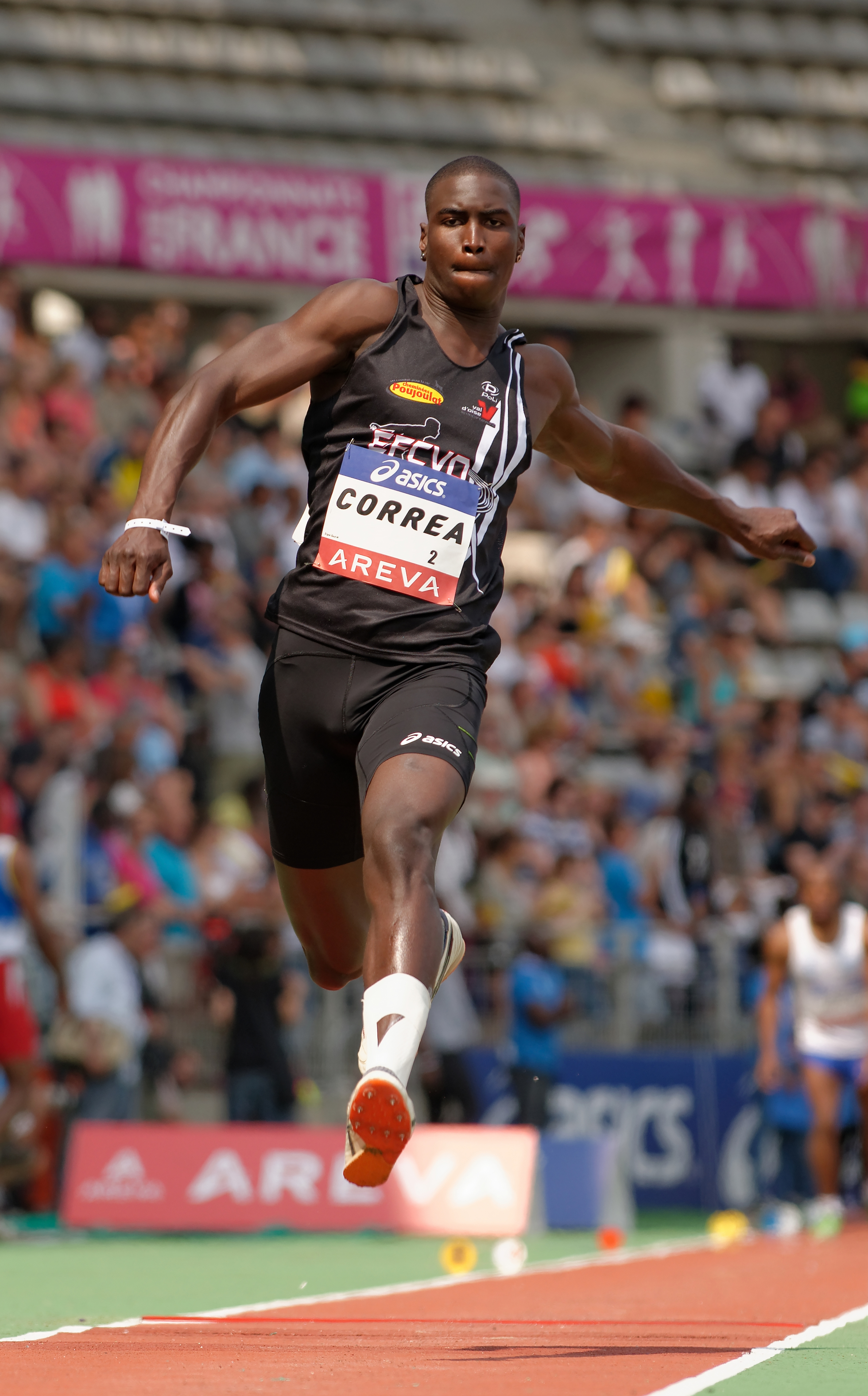
Harold Correa – ausgeschieden als Siebter mit 16,33 m

Weitere in Qualifikationsgruppe A ausgeschiedene Dreispringer:

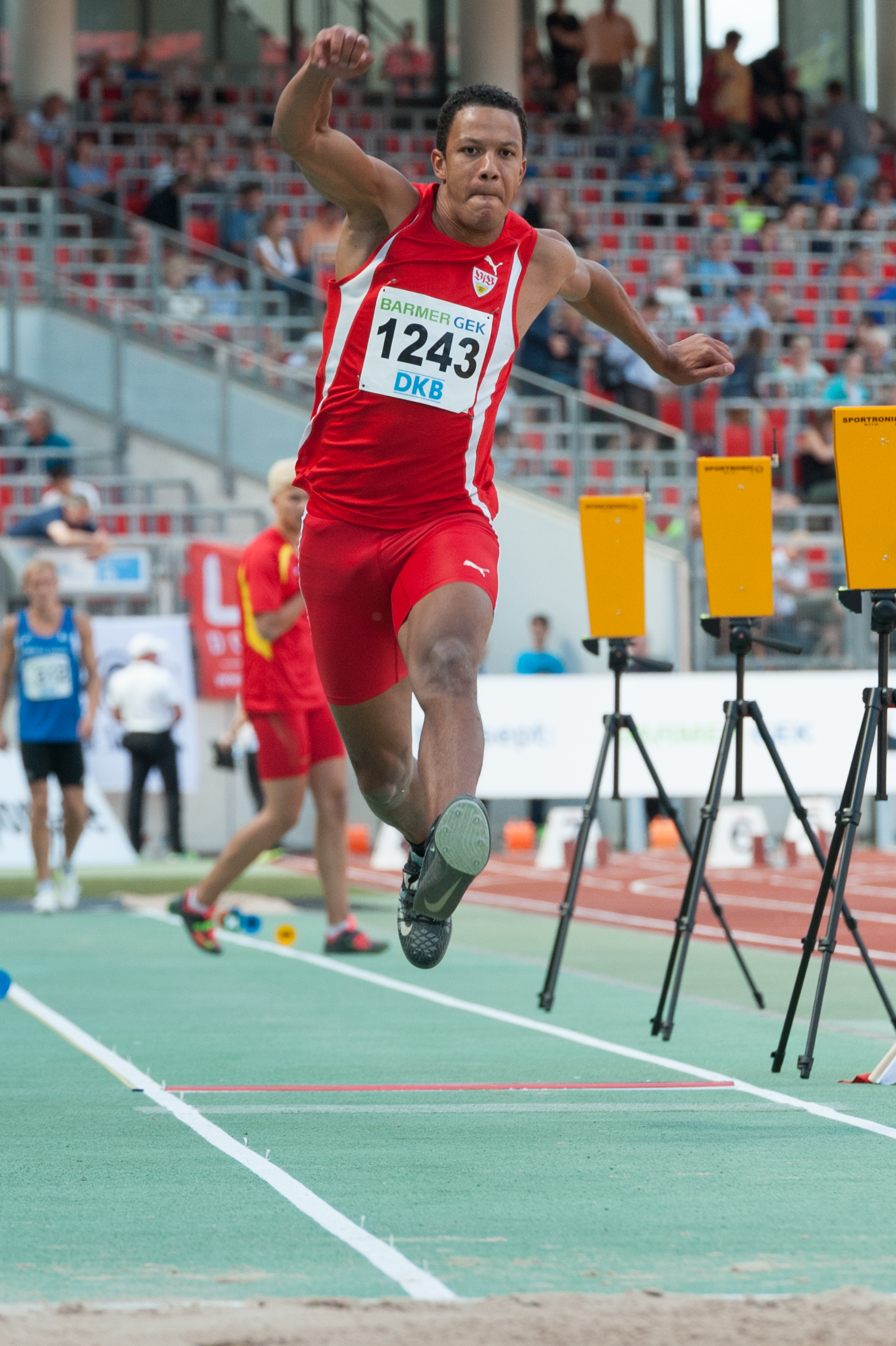
Martin Jasper – Rang neun mit 16,27 m
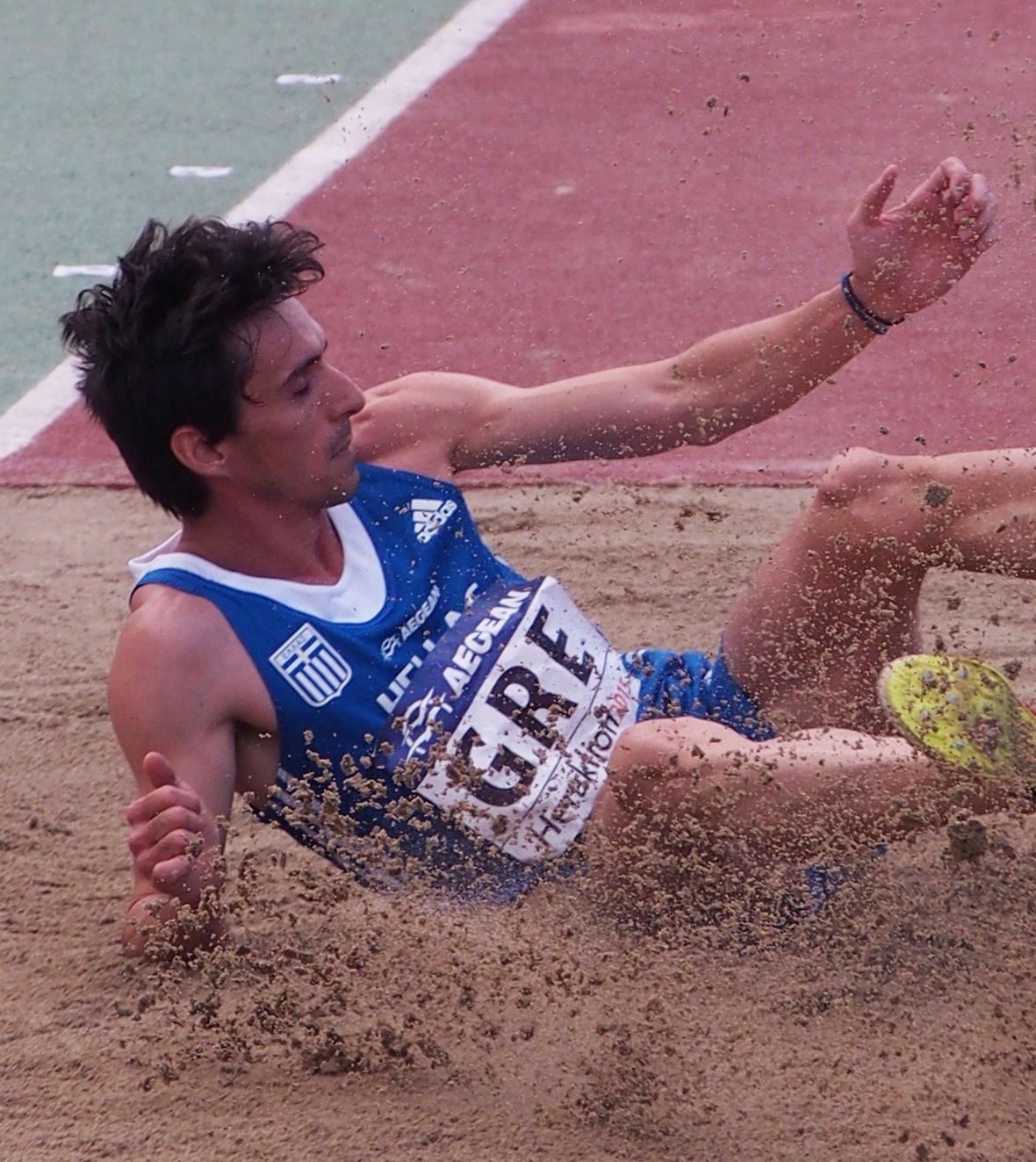
Dimítris Tsiámis – Rang zwölf mit 16,16 m
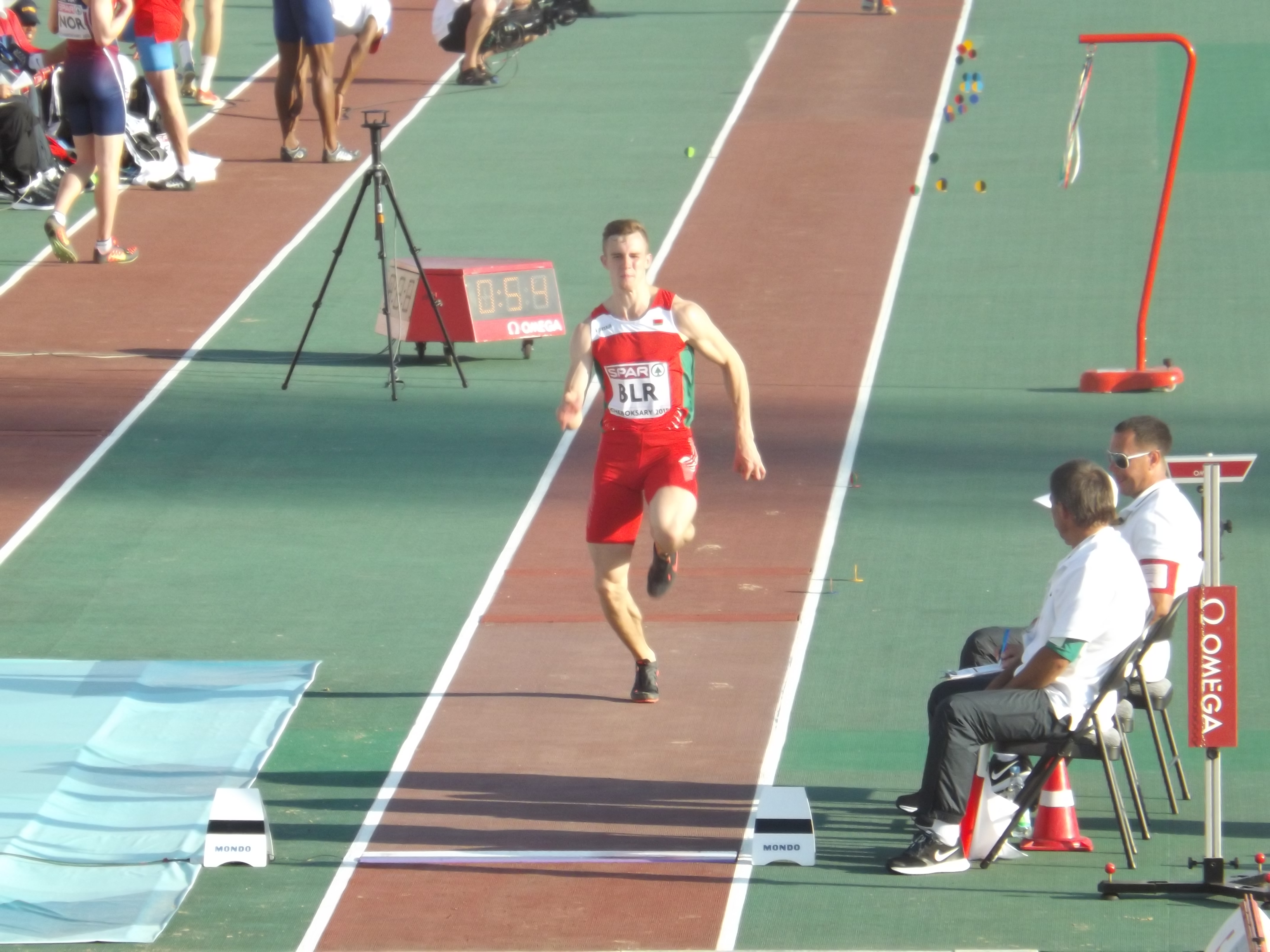
Arzjom Bandarenka – Rang dreizehn mit 16,06 m

### Gruppe B
| Platz | Name                  | Nation         | Resultat (m) | 1. Versuch (m) Wind (m/s) | 2. Versuch (m) Wind (m/s) | 3. Versuch (m) Wind (m/s) |
| 1     | Max Heß               | Deutschland    | 16,93 w      | x                         | 16,93 / +2,4              | –                         |
| 2     | Maksim Neszjarenka    | Belarus        | 16,6800      | 16,52 / +0,9              | 15,89 / +1,1              | 16,68 / +1,7              |
| 3     | Julian Reid           | Großbritannien | 16,6200      | 15,80 / −0,6              | 16,62 / +1,3              | 15,88 / +2,1              |
| 4     | Momchil Karailiev     | Bulgarien      | 16,5900      | 16,59 / +1,8              | x                         | –                         |
| 5     | Benjamin Compaoré     | Frankreich     | 16,5300      | 15,65 / +1,5              | 16,22 / +0,7              | 16,59 / ±0,0              |
| 6     | Fabian Florant        | Niederlande    | 16,4500      | 16,36 / +2,4              | 16,16 / +0,7              | 16,45 / −0,8              |
| 7     | Zlatozar Atanasov     | Bulgarien      | 16,3400      | 15,81 / +1,5              | 16,34 / +2,0              | 16,28 / +2,8              |
| 8     | Lasha Torgvaidze      | Georgien       | 16,3200      | x                         | 16,20 / −0,2              | 16,32 / +2,0              |
| 9     | Nelson Évora          | Portugal       | 16,2700      | 15,88 / +1,0              | 16,27 / +1,1              | 16,15 / −1.0              |
| 10    | Aşkin Karaca          | Türkei         | 16,1900      | 16,19 / +0,4              | x                         | x                         |
| 11    | Nazim Babayev         | Aserbaidschan  | 16,06 w      | 16,06 / +2,6              | x                         | –                         |
| 12    | Dimítrios Baltadoúros | Griechenland   | 15,99 w      | 15,99 / +2,3              | 15,58 / +0,7              | x                         |
| 13    | Marian Oprea          | Rumänien       | 15,4000      | x                         | 15,40 / +1,5              | x                         |

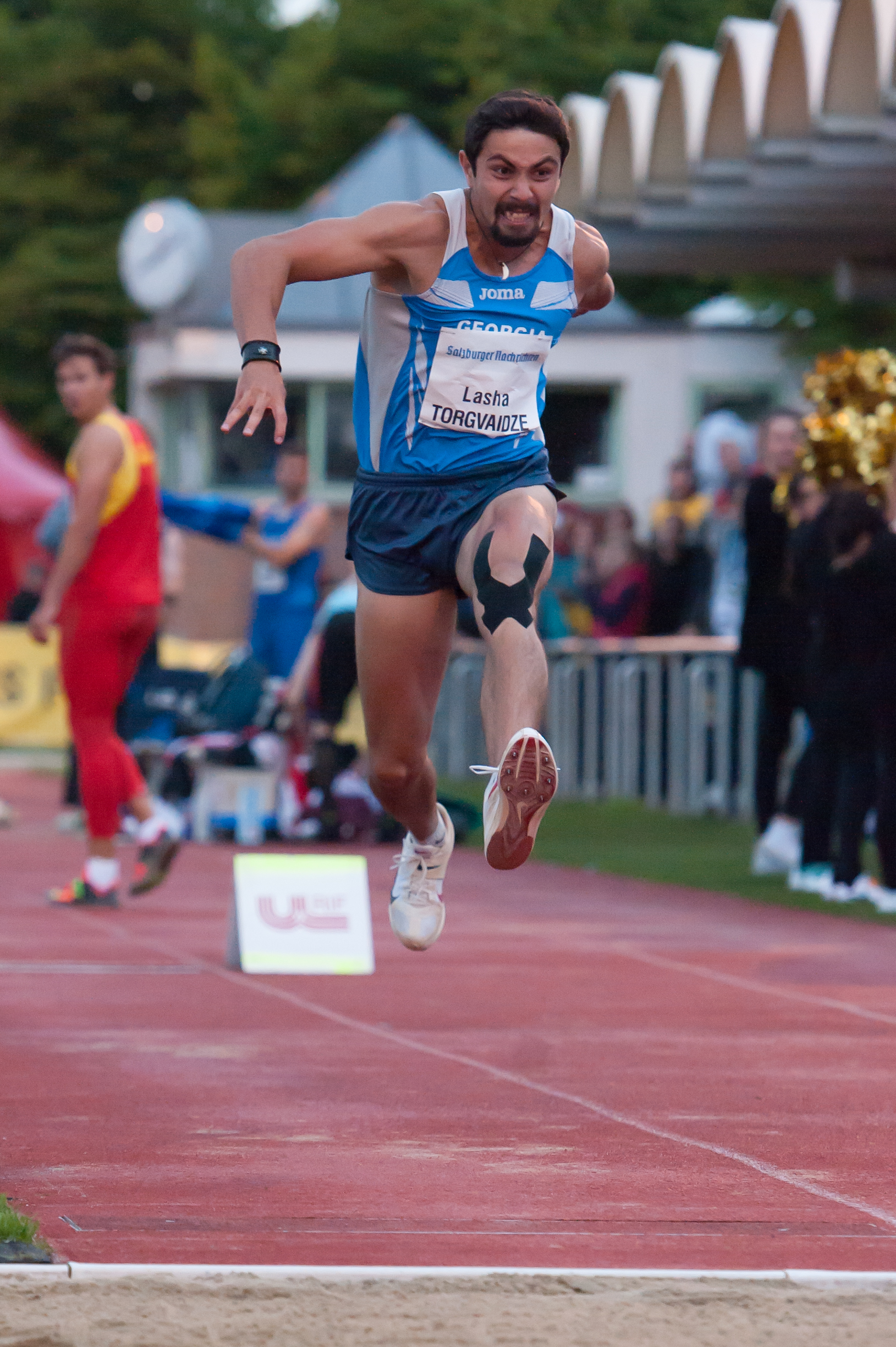
Lasha Torgvaidze – ausgeschieden als Achter mit 16,32 m

Weitere in Qualifikationsgruppe B ausgeschiedene Dreispringer:

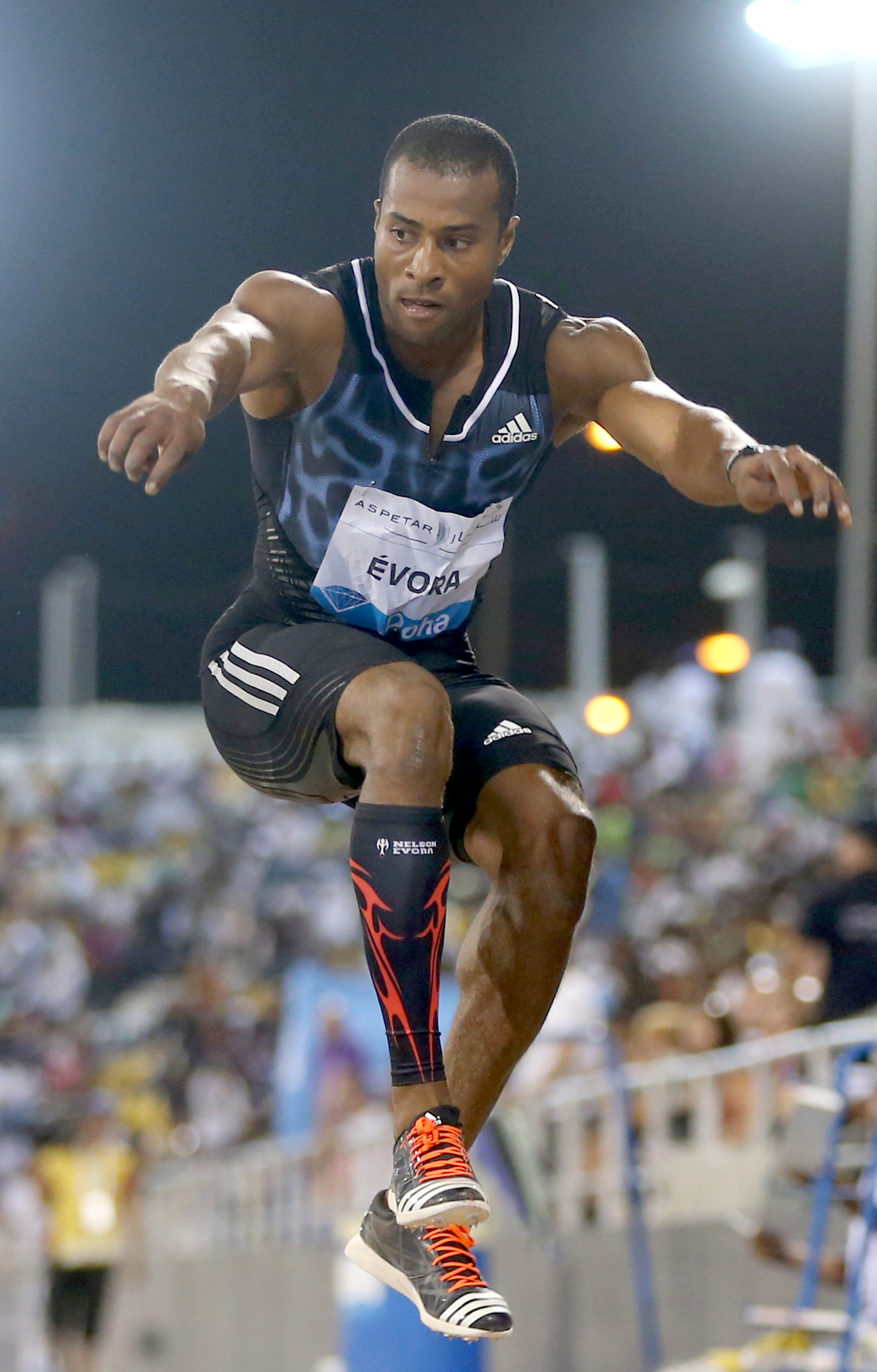
Für Nelson Évora, u. a. Olympiasieger von 2012 und Weltmeister von 2015, reichte es mit Rang neun und 16,27 m nicht mehr zur Finalteilnahme
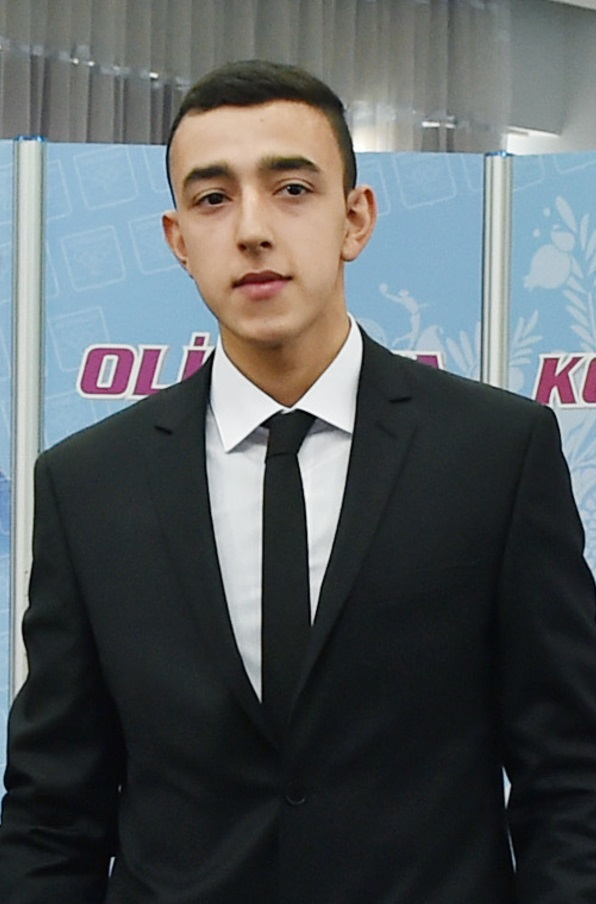
Nazim Babayev – Rang elf mit 16,06 m
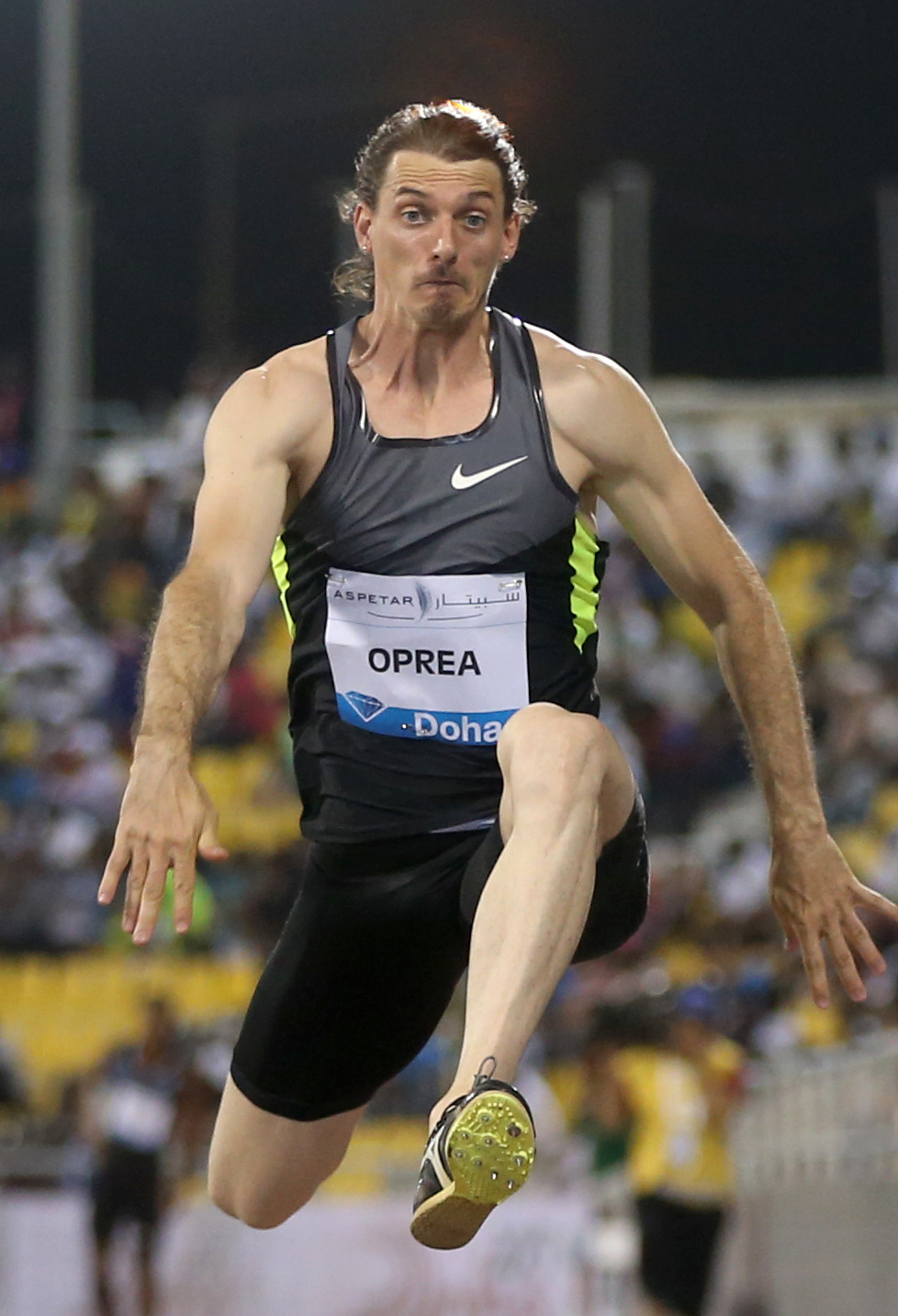
Marian Oprea, 2004 Olympiazweiter, 2005 WM-Dritter, 2006 EM-Dritter und 2010 Vizeeuropameister schaffte es als Dreizehnter mit 16,06 m nicht ins Finale

## Finale

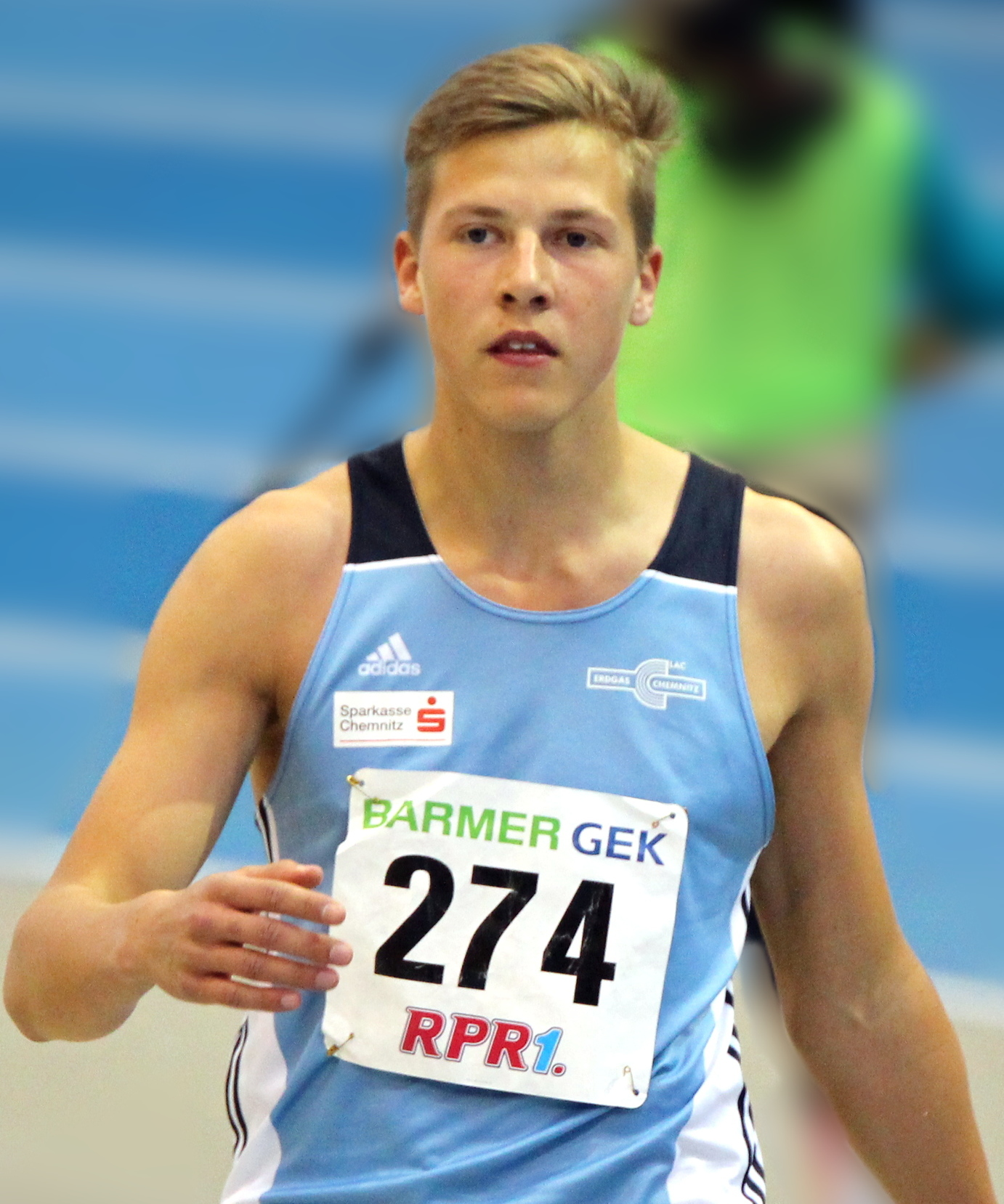
Mit vier Zentimetern Vorsprung wurde Max Heß Europameister

9. Juli 2016, 19:45 Uhr
| Platz | Name               | Nation         | Resultat (m) | 1. Versuch (m) Wind (m/s) | 2. Versuch (m) Wind (m/s) | 3. Versuch (m) Wind (m/s) | 4. Versuch (m) Wind (m/s)                | 5. Versuch (m) Wind (m/s)                | 6. Versuch (m) Wind (m/s)                |
| 1     | Max Heß            | Deutschland    | 17,20 EL     | x                         | 17,20 / +0,5              | –                         | –                                        | x                                        | x                                        |
| 2     | Karol Hoffmann     | Polen          | 17,16000     | 16,59 / +2.4              | 16,96 / −1,0              | 17,16 / +0,1              | x                                        | 16,93 / +0,2                             | 16,92 / −0,5                             |
| 3     | Julian Reid        | Großbritannien | 16,76000     | 16,76 / +0,5              | x                         | 15,85 / +0,9              | 15,91 / −0,1                             | x                                        | x                                        |
| 4     | Momchil Karailiev  | Bulgarien      | 16,65000     | 16,65 / +0,1              | 16,65 / −0,2              | x                         | r                                        |                                          |                                          |
| 5     | Maksim Neszjarenka | Belarus        | 16,63000     | 16.14 / −0,5              | 16,16 / −1,7              | 16,63 / +0,4              | 16,62 / +0,4                             | 16,38 / −1,1                             | 16,50 / −0,4                             |
| 6     | Şeref Osmanoğlu    | Türkei         | 16,55000     | 16,55 / −1,4              | x                         | x                         | 16,53 / +0,9                             | x                                        | x                                        |
| 7     | Georgi Zonow       | Bulgarien      | 16,53000     | 16,05 / +1,9              | 15,84 / −05               | 16,53 / +0,7              | x                                        | r                                        |                                          |
| 8     | Pablo Torrijos     | Spanien        | 16,34000     | 15,88 / +0,3              | 16,23 / −0,9              | 16,34 / +0,7              | x                                        | 16,33 / −0,3                             | 16,30 / +0,3                             |
| 9     | Elvijs Misāns      | Lettland       | 16,32000     | x                         | 16,11 / −0,8              | 16,32 / +0,1              | nicht im Finale der besten acht Springer | nicht im Finale der besten acht Springer | nicht im Finale der besten acht Springer |
| 10    | Fabian Florant     | Niederlande    | 16,23000     | 16,12 / −0,4              | x                         | 16,23 / −0,8              | nicht im Finale der besten acht Springer | nicht im Finale der besten acht Springer | nicht im Finale der besten acht Springer |
| 11    | Dsmitryj Platnizki | Belarus        | 16,18000     | 15,24 / −3,1              | 16,16 / −0,1              | 16,18 / −0,4              | nicht im Finale der besten acht Springer | nicht im Finale der besten acht Springer | nicht im Finale der besten acht Springer |
| 12    | Benjamin Compaoré  | Frankreich     | 16,12000     | 16,01 / −1,6              | x                         | 16,12 / −0,5              | nicht im Finale der besten acht Springer | nicht im Finale der besten acht Springer | nicht im Finale der besten acht Springer |

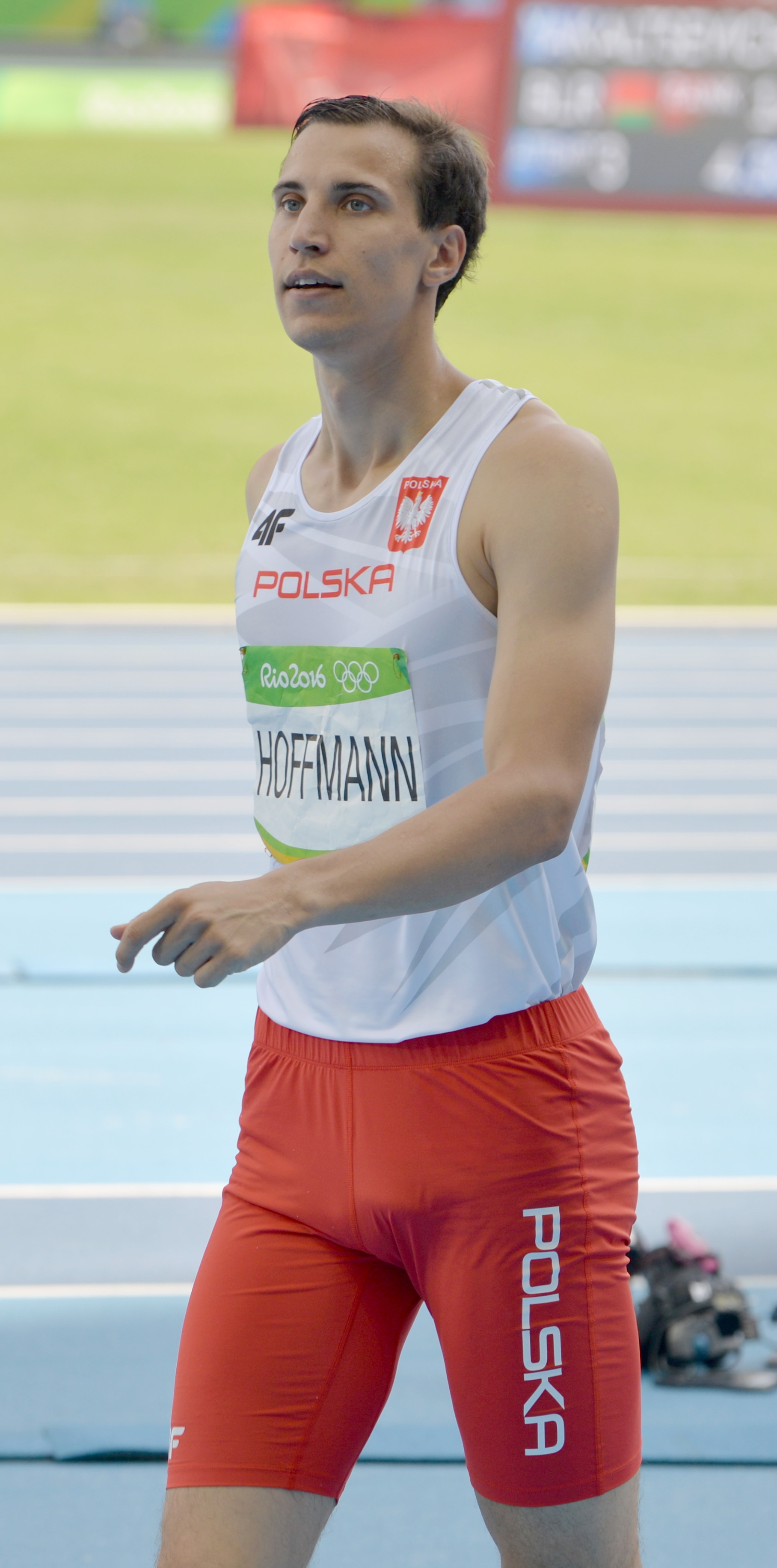
Vizeeuropameister Karol Hoffmann
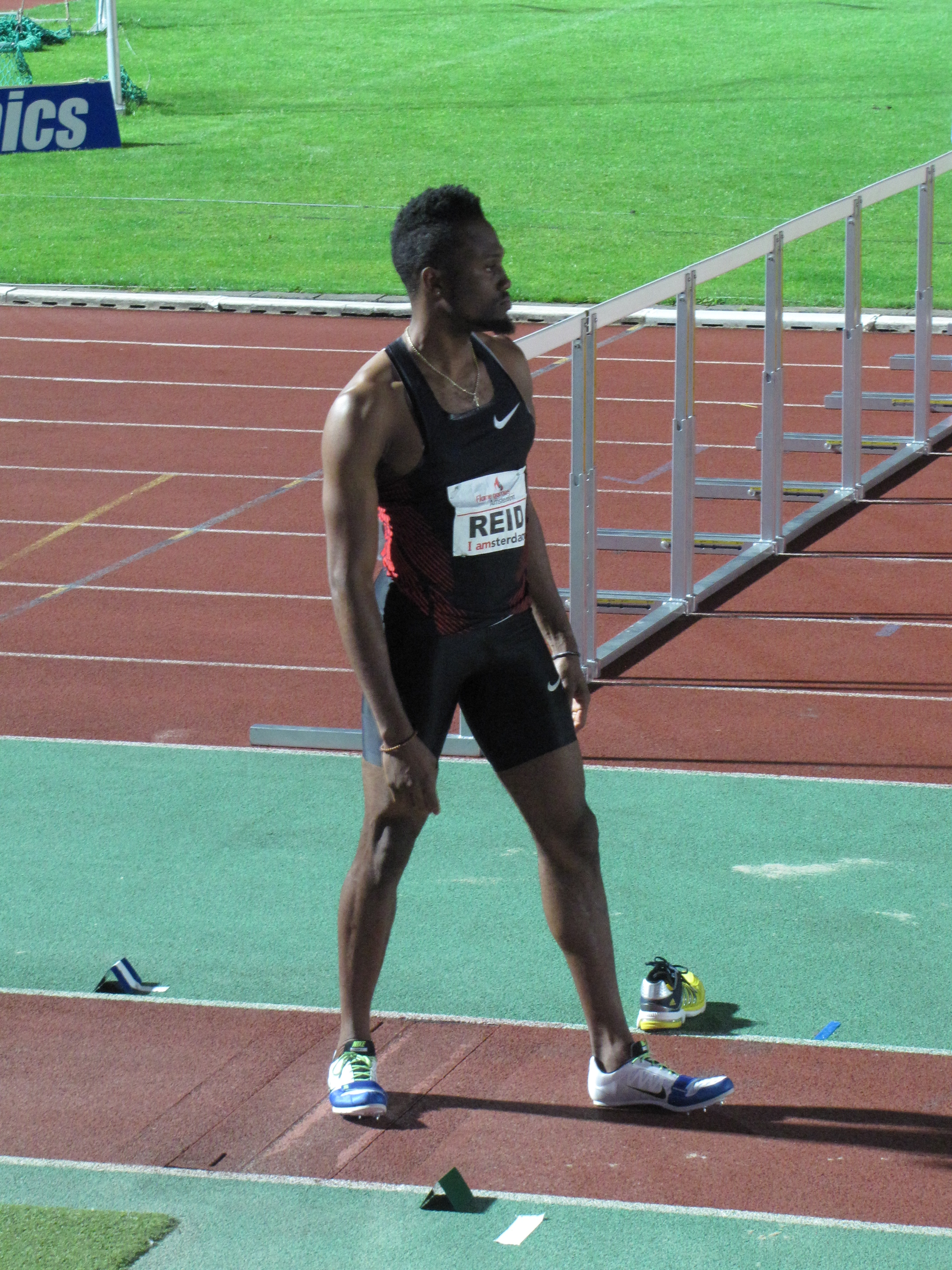
Bronzemedaillengewinner Julian Reid
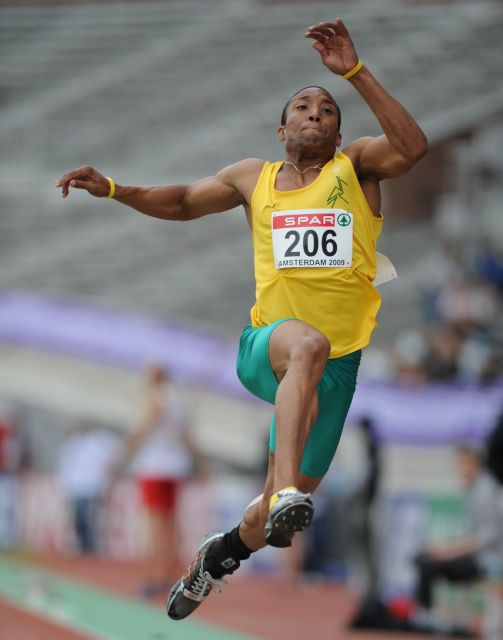
Fabian Florant belegte Rang zehn
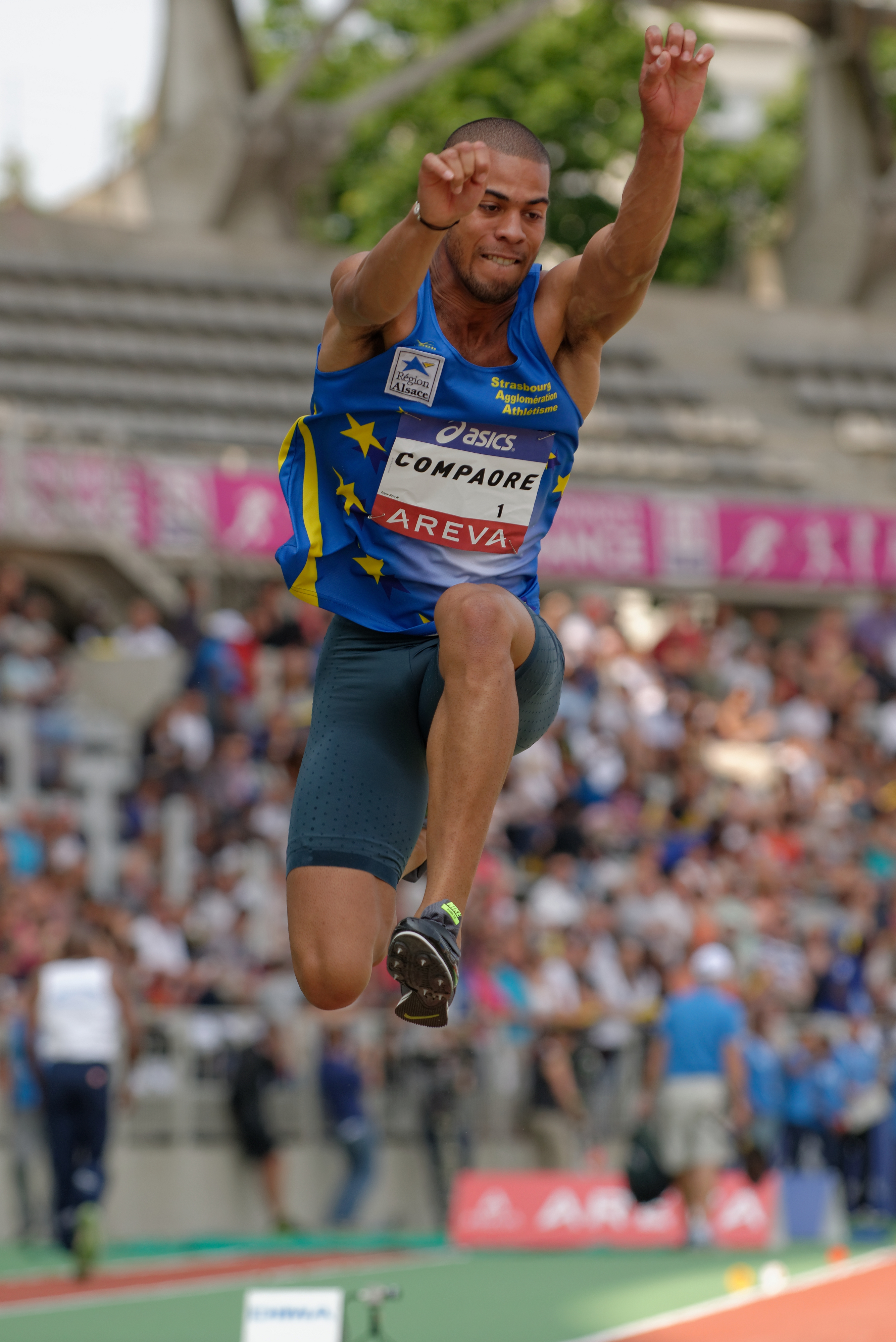
Rang zwölf für Benjamin Compaoré

## Videolink
- Triple Jump Men / Final / 09 Jul / European Athletics Championships 2016, youtube.com, abgerufen am 20. März 2023